# Truskawka kaszubska
Truskawka kaszubska (także kaszëbskô malëna) – zwyczajowa nazwa truskawki, uprawiana na Kaszubach w województwie pomorskim, która jest wpisana do europejskiego systemu nazw i oznaczeń geograficznych. Rozporządzeniem Komisji Europejskiej (WE) nr 1155/2009 z dnia 27 listopada 2009 roku nazwę produktu zarejestrowano jako Chronione Oznaczenie Geograficzne.
Wyznaczono obszar, na którym można uprawiać tradycyjną kaszubską truskawkę i wprowadzono rygorystyczne procedury jakościowe. Mogą ją uprawiać plantatorzy z okolic Kartuz i Bytowa oraz z niektórych gmin powiatu wejherowskiego, gdańskiego i lęborskiego. Eksperci uznali, że kaszubska truskawka, dzięki odpowiednim właściwościom glebowym i klimatycznym Kaszub, jest bardziej aromatyczna i słodsza niż truskawki uprawiane w innych rejonach. Przyznanie kaszubskiej truskawce unijnego znaku jakości wzmocniło jej pozycję na rynku, bo certyfikowana truskawka jest droższa od truskawki "anonimowej". W 2012 roku certyfikat truskawki kaszubskiej posiadało 28 plantatorów należących do stowarzyszenia Kaszubskiego Stowarzyszenia Producentów Truskawek. 